# Siena
Siena (en català també Sena) és una ciutat d'Itàlia, regió de Toscana, província de Siena, amb prop de 60.000 habitants. És una ciutat que conserva molt bé el seu passat arquitectònic i per aquest motiu l'any 1995 fou declarada Patrimoni de la Humanitat per la UNESCO.

## Història

### Antiguitat
Sena (grec antic: Σαίνα, llatí: Saena) fou una ciutat d'Etrúria, anomenada pels romans també Sena Julia per distingir-la amb la Sena de la mar Adriàtica, anomenada Sena Gallica. Estava situada a uns 40 km a l'est de Volterra i a 60 km al sud de Florença. No consta que fos ciutat etrusca ni s'han trobat restes; la primera notícia documentada és l'establiment de la colònia romana, probablement en temps de Cèsar o durant el Primer Triumvirat. El seu nom no apareix al Liber Coloniarum, però Plini el Vell l'esmenta clarament com a colònia, igual que ho fa Tàcit.
Siena, igual que altres pobles de la Toscana ubicats a turons, es va establir per primera vegada en el moment de la civilització etrusca, quan estava habitada per una tribu anomenada Saina. Els etruscs eren una tribu de persones avançades que van canviar la fisonomia de la Itàlia central, a través de l'ús del reg per treballar terrenys que no eren fèrtils prèviament i el seu costum de construir els seus assentaments en un fort ben defensat ubicat dalt d'un turó. Un poble romà anomenat Saena Julia va ser fundat al lloc en l'època de l'Emperador August. Alguns arqueòlegs afirmen que Siena va ser controlada durant un període per una tribu de Gàl·lia anomenada els sènons.
Segons la llegenda local, Siena va ser fundada per Seni i Ascani, dos fills de Rem i, per tant, nebots de Ròmul, fundador de Roma. Suposadament després de l'assassinat de Ròmul per part del seu pare, van fugir de Roma, portant amb ells l'estàtua de la lloba alletant els nadons (Lloba Capitolina), apropiant-se així aquest símbol per a la ciutat. A més, van muntar cavalls blancs i negres, donant lloc a la Balzana o escut d'armes de Siena amb una banda blanca sobre una banda fosca. Alguns afirmen que el nom de Siena es deriva de Senius. Altres etimologies obtenen el nom del nom familiar etrusc Saina, el nom romà Saenii, o la paraula llatina senex ("vell") o la seva forma derivada seneo ("per ser vell").

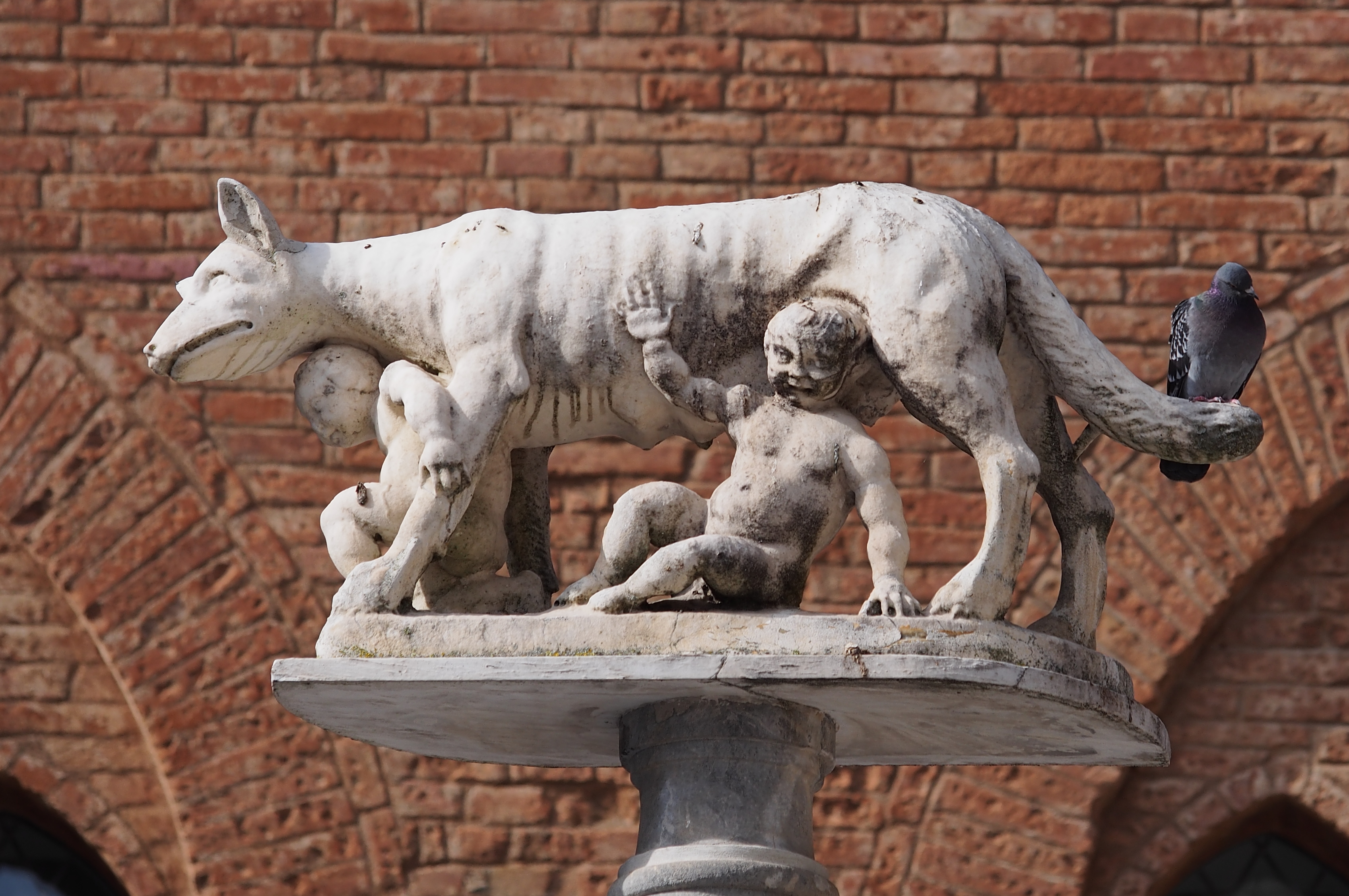
Lloba capitolina a la catedral de Siena

Siena no va prosperar sota el domini romà. No estava situada prop de carreteres importants i no tenia oportunitats de comerç. Això va significar que el cristianisme no va penetrar fins al segle iv, i no va ser fins que els llombards van envair Siena i el territori circumdant que va conèixer la prosperitat. Després de l'ocupació llombarda, les antigues carreteres romanes de la Via Aurèlia i la Via Càssia passaven per àrees exposades a incursions romanes d'Orient, de manera que els llombards van repartir gran part del seu comerç entre les seves possessions del nord i Roma a través d'un camí més segur, per Siena. Siena va prosperar com a lloc de comerç, i els corrents constants de les peregrinacions que passaven des de i cap a Roma van proporcionar una valuosa font d'ingressos en els propers segles.

### Edat mitjana
Les famílies aristocràtiques més antigues de Siena van dirigir la rendició dels llombards el 774 davant Carlemany. En aquest punt, la ciutat es va veure inundada amb un eixam de supervisors francs que es van casar amb la noblesa sienesa existent i van deixar un llegat que es pot veure a les abadies que van fundar a tot el territori de Siena. El poder feudal va disminuir, però, i a la mort de Matilde de Toscana el 1115, el territori fronterer de la Marca de Toscana, que havia estat sota el control de la seva família, la Canossa, es va trencar en diverses regions autònomes. Això va resultar en la creació de la República de Siena.
La República va existir durant més de quatre-cents anys, des del segle xii fins a l'any 1555. Durant l'edat d'or de Siena abans de la pesta negra de 1348, la ciutat tenia 50.000 habitants.
En la guerra italiana de 1551-1559, la República va ser derrotada pel rival Ducat de Florència en aliança amb la corona espanyola. Després de 18 mesos de resistència, Siena es va rendir a Espanya el 17 d'abril de 1555, marcant el final de la república.
El nou rei d'Espanya, Felip II, que devia enormes sumes als Mèdici, ho va cedir (a més d'una sèrie de fortaleses costaneres annexades als Presidis Toscans) al Gran Ducat de Toscana, a la qual va pertànyer fins a la unificació d'Itàlia al segle xix.
Un govern republicà de 700 famílies sieneses a Montalcino va resistir fins a 1559.

## Llocs d'interès

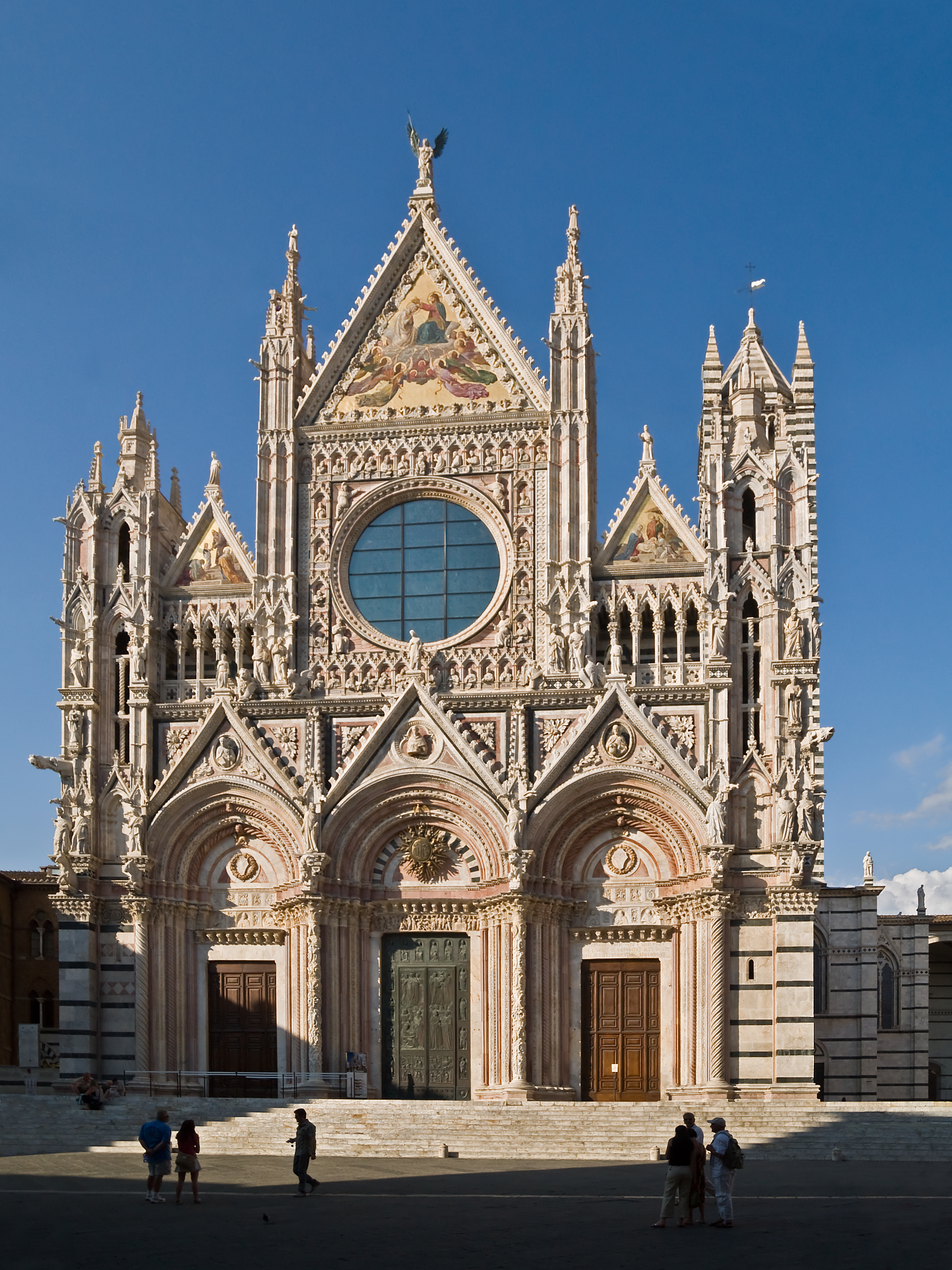
La catedral de Siena

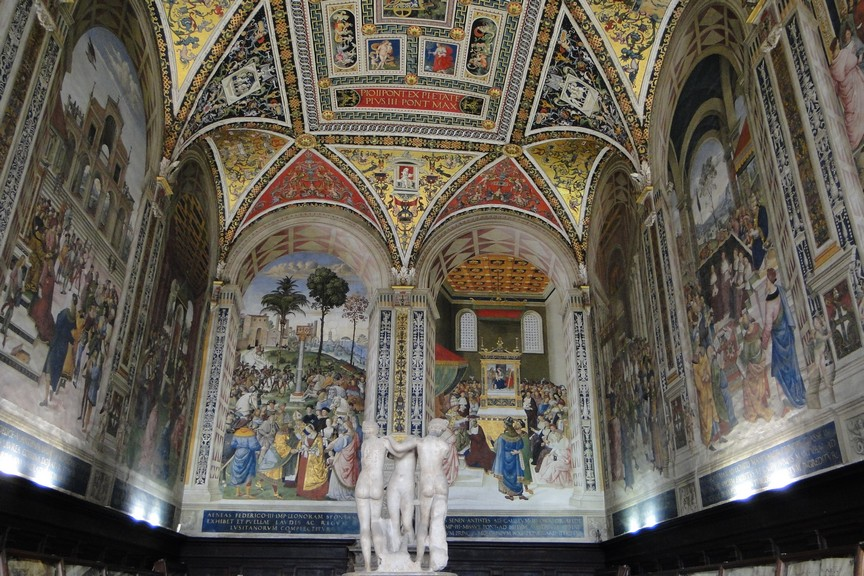
Interior de la catedral de Siena

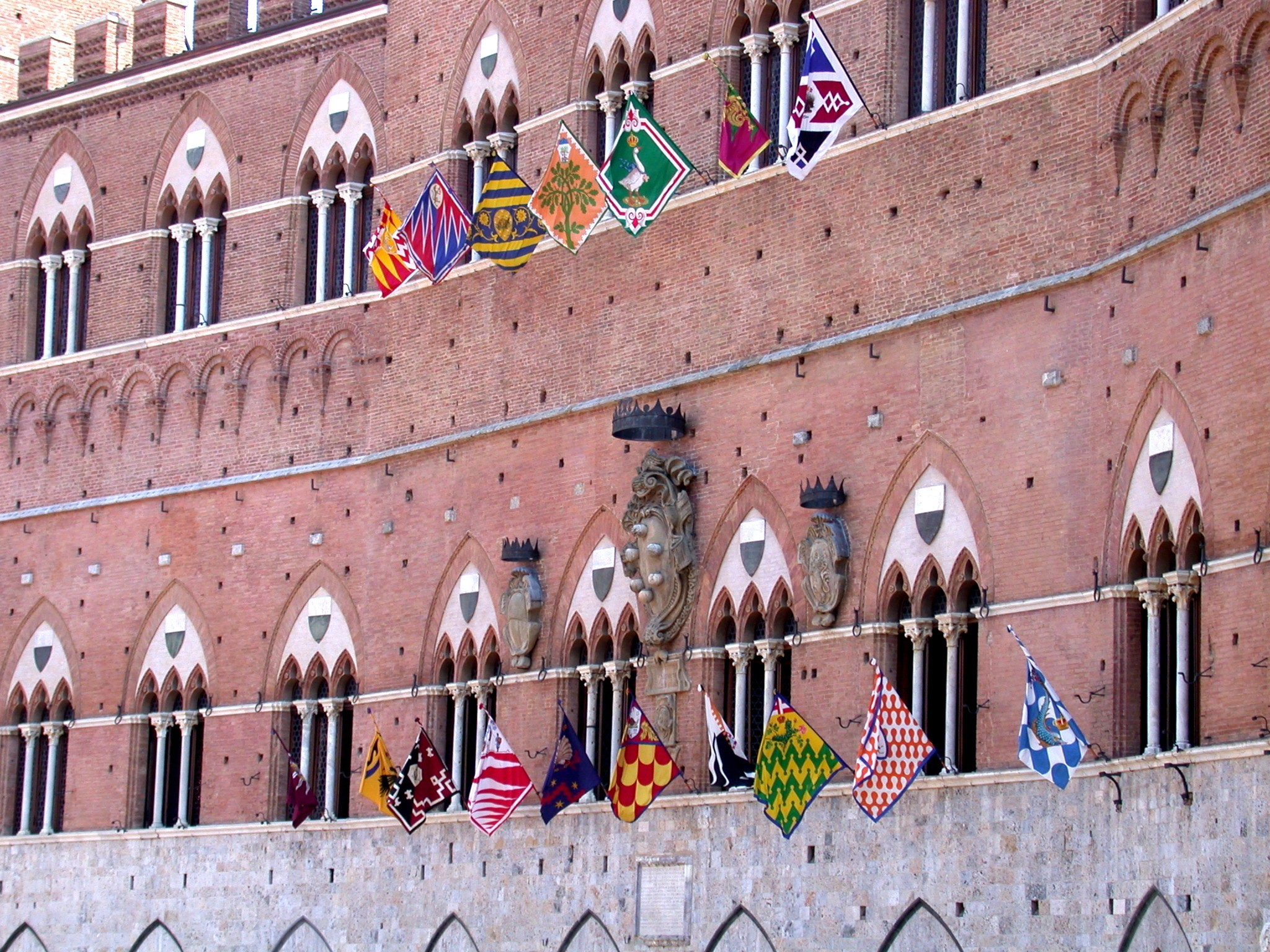
Façana del Palazzo Pubblico (ajuntament) durant el dies del Palio

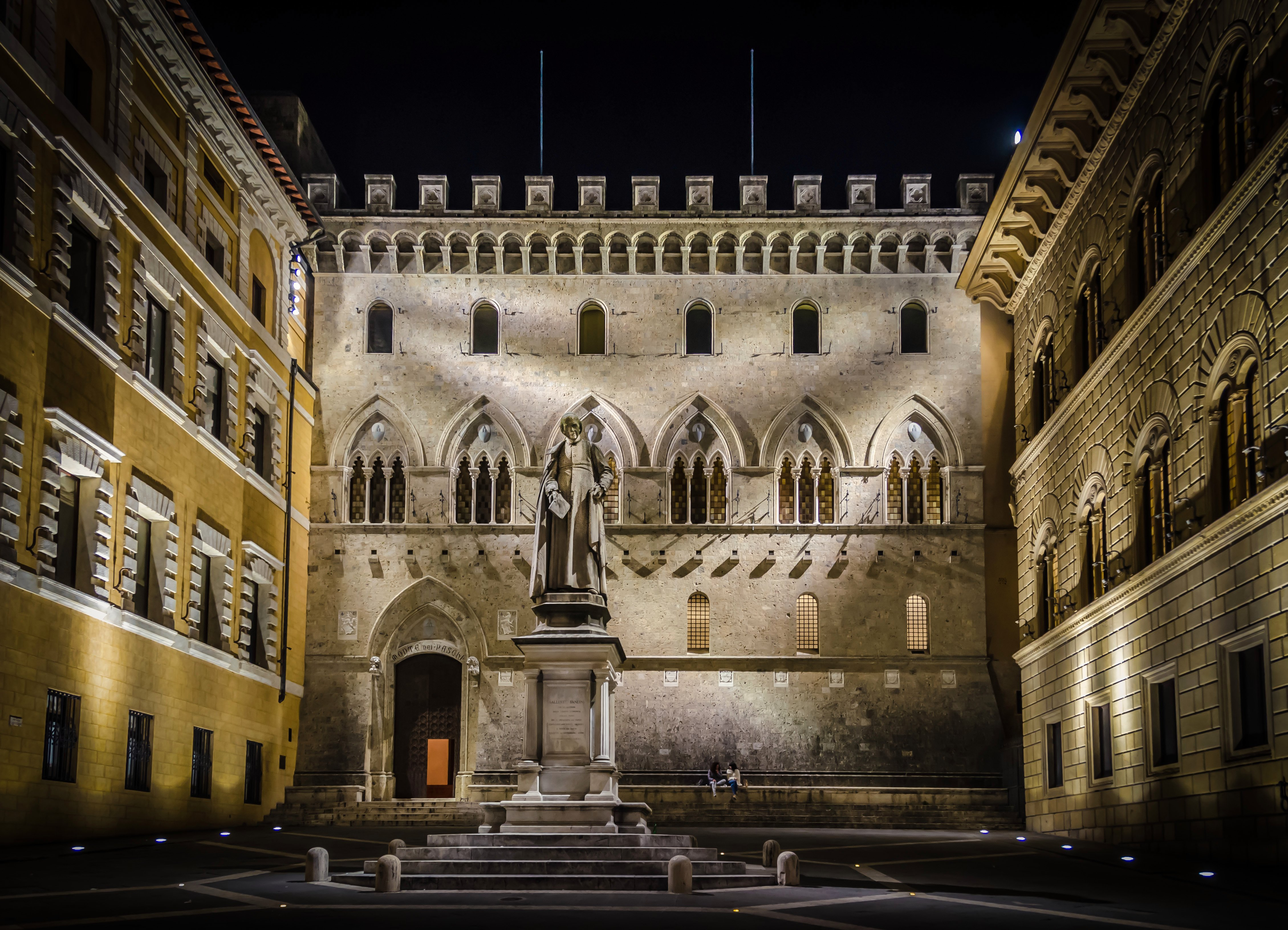
Piazza Salimbeni

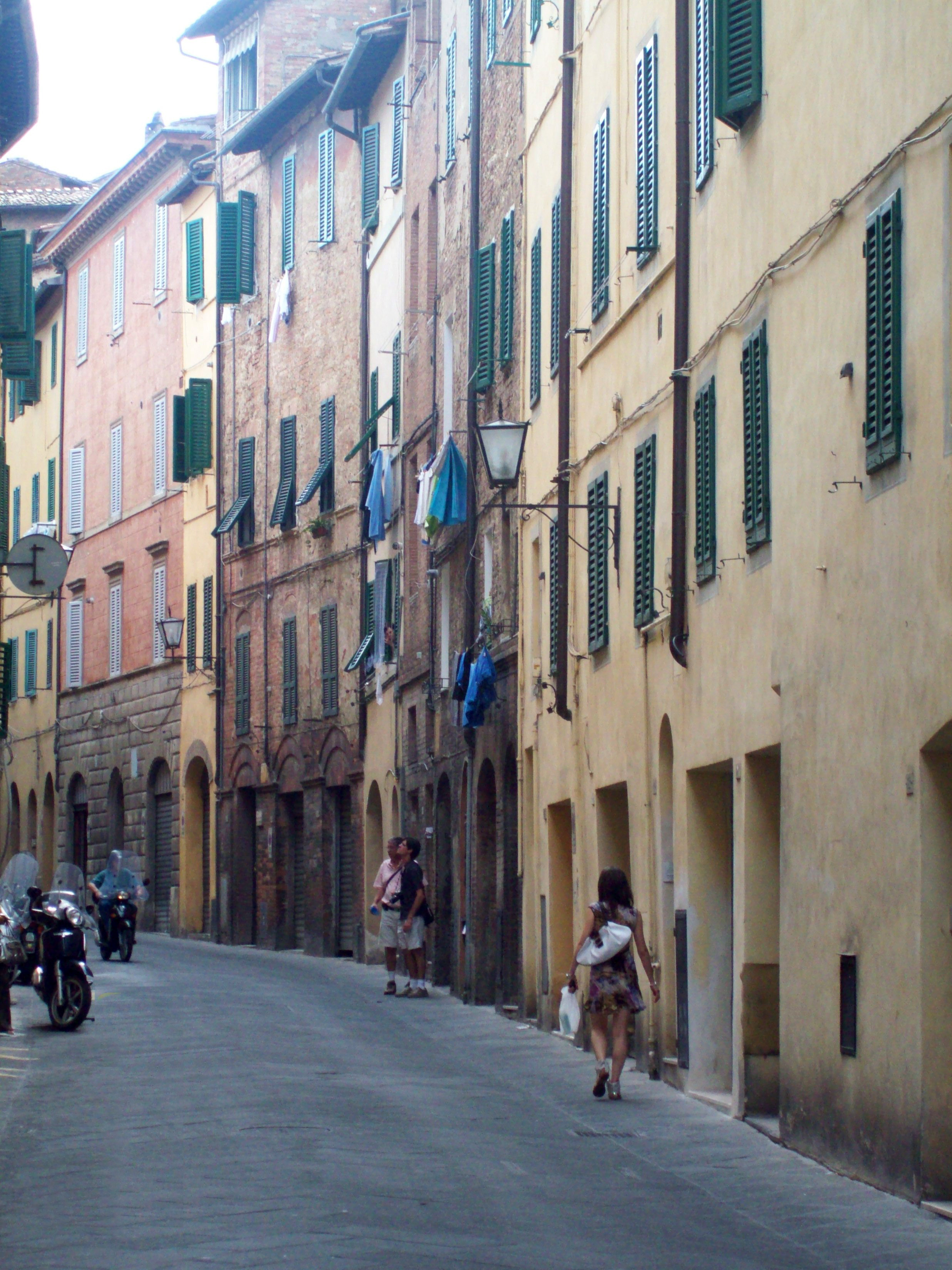
Carrers de l'antiga Siena

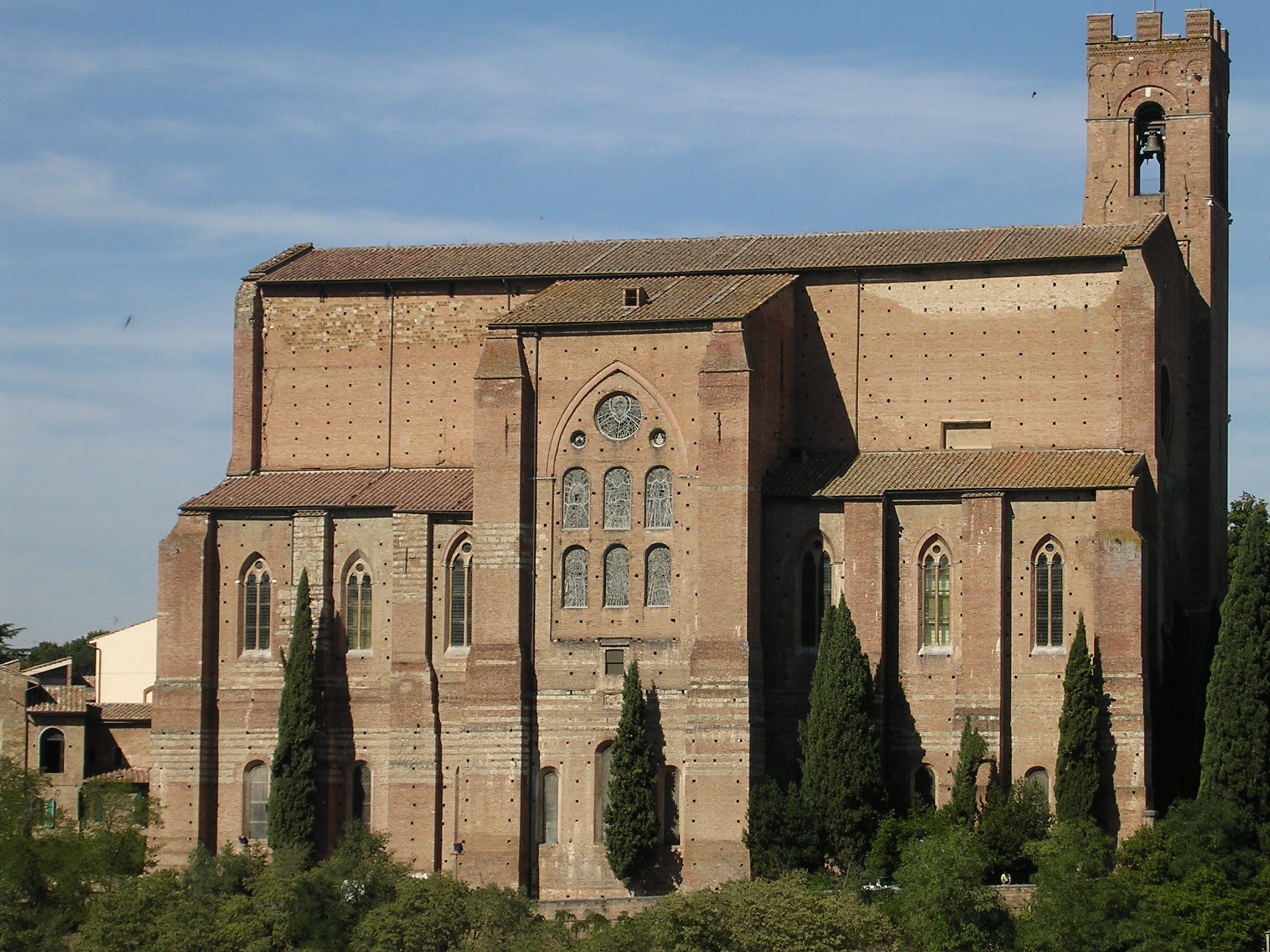
Basilica de San Domenico

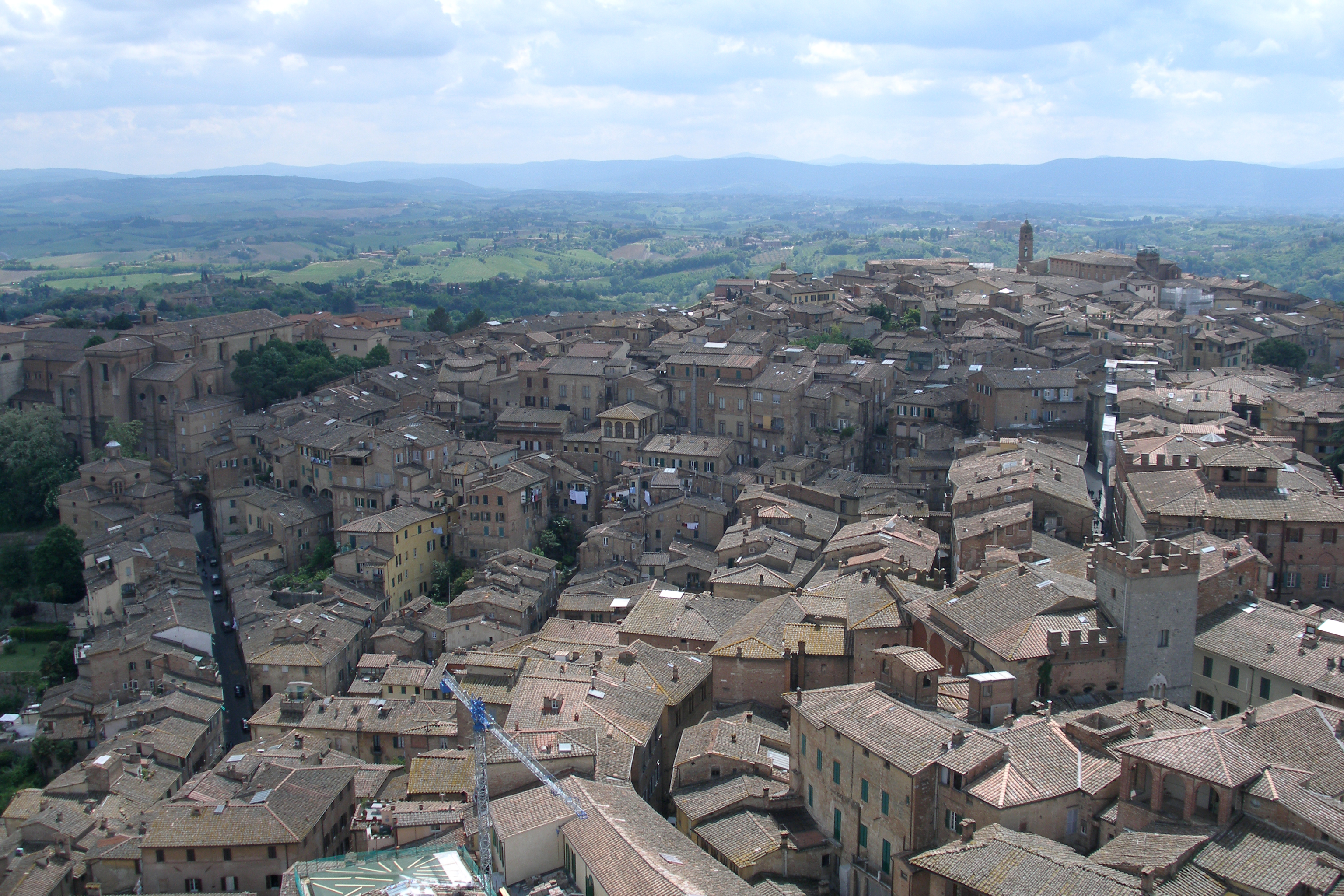
Vista des del campanar del Mangia

- La Catedral de Siena (Duomo), iniciada al segle xii, és una obra mestra de l'arquitectura romànica i gòtica italiana. La seva façana principal es va completar el 1380. El pla original preveia una basílica ambiciosament enorme, la més gran del món a l'època, amb, com era habitual, una nau amb orientació est-oest. No obstant això, l'escassetat de fons, en part a causa de la guerra i la pesta, va truncar el projecte, i els sienesos van crear una versió subtil del transsepte nord-sud del pla original. Encara es conserva la paret oriental de la nau prevista originalment; a través d'una escala interior, els visitants poden pujar per una gran vista de la ciutat.
  - El púlpit de la catedral de Siena és una obra mestra octogonal del segle xiii, esculpida per Nicola Pisano amb pedestals de lleó i panells de baix relleu bíblics. El pis de mosaic de marbre incrustat de la catedral, dissenyat i treballat per molts artistes, es troba entre els més elaborats d'Itàlia.
  - La Sagristia i la biblioteca Piccolomini tenen frescos renaixentistes de Ghirlandaio i Pinturicchio, respectivament, en bon estat de conservació. Entre d'altres escultors actius a l'església i en el baptisteri subterrani de San Giovanni hi ha Donatello, Lorenzo Ghiberti i Jacopo della Quercia.
  - El Museu dell'Opera del Duomo conté la famosa Maestà de Duccio (1308-11) i altres obres de l'Escola senesa. Es poden trobar altres quadres de mestres de Siena a la pinacoteca, per exemple, obres del segle xiii de Dietisalvi di Speme.

- La Piazza del Campo, la plaça de la ciutat amb forma de petxina, es troba davant el Palazzo Pubblico amb la seva Torre del Mangia. És part del lloc on se celebra la cursa de cavalls del Palio. El Palazzo Pubblico, en si mateix una gran obra d'arquitectura, alberga un altre important museu d'art. Inclòs al museu hi ha els frescos d'Ambrogio Lorenzetti que representen l'"Al·legoria i efectes del bon i mal govern" i també alguns dels millors frescos de Simone Martini i Pietro Lorenzetti.

- El Palazzo Salimbeni, ubicat en una plaça del mateix nom, era la seu original i encara és propietat del Monte dei Paschi di Siena, un dels bancs més antics en existència contínua a Europa.

- Situada al notable palau gòtic Palazzo Chigi-Saracini a la Via di Città hi ha l'Accademia Musicale Chigiana, el conservatori de música de Siena.

- Altres esglésies notables de la ciutat són les següents:
  - Basilica dell'Osservanza
  - Santa Maria dei Servi
  - San Domenico
  - San Francesco
  - Santo Spirito
  - San Martino
  - Santuari de Santa Caterina, incorporant l'antiga casa de Santa Caterina de Siena. Alberga el miraculós Crucifix (finals del segle xii) del qual el sant va rebre els estigmes, i una estàtua del segle xv de Santa Caterina.

- La històrica sinagoga de Siena també es conserva i està oberta als visitants.

- Els jardins de la ciutat inclouen l'Orto Botanico dell'Università di Siena, un jardí botànic mantingut per la Universitat de Siena.

- Al veïnat hi ha nombroses "villas" patrícies, algunes de les quals s'atribueixen a Baldassarre Peruzzi:
  - Villa Chigi
  - Castell de Belcaro
  - Villa Celsa
  - Villa Cetinale
  - Villa Volte Alte

## Escola de Siena
En el segle xii es crea la famosa Escola de Pintura 

### Deixebles d'aquesta Escola
- Simeone Martini (1284-1344)
- Duccio di Buoninsegna (1255-1318)
- Pietro Lorenzetti (1280-1348)
- Ambrogio Lorenzetti (1285-1348)

## Fills il·lustres
- Carlo Lapini, compositor (1724-1802)
- Angelo Ortolani Compositor i escriptor (1788-1871)
- Francesco Piccolomini Filòsof (1520-1604)
- Ottavio Piccolomini militar (1599-1656)
- Marietta Piccolomini cantant i actriu (1836-1899)
- Alessandro Piccolomini Filòsof i literat (1508-1578)
- Eneas Piccolomini Hel·lenista i historiador (1840-1910)
- Ascanio Piccolomini Eclesiàstic i poeta (1550-1597)
- Tomasso Pecci (1576-1606) Compositor i madrigalista.
- Tommaso Redi (segona meitat del segle xvii - m. 1735). compositor i mestre de capella